# Щавель лісовий
Щавель лісовий (Rumex sylvestris) — вид квіткових рослин родини гречкові (Polygonaceae). Росте на лісових галявинах, узліссі, по ярах, в садах.

## Опис
Прикореневі листки великі, довгочерешкові, при основі стріло- або списоподібні, з направленими донизу гострими лопатями; стеблові — ланцетно-стрілоподібні на коротких черешках, верхні — сидячі. Квітки маточково-тичинкові, які зібрані у волоть, рожеві, червонуваті або жовтуваті. Формула квітки: {\displaystyle \ast K_{3}\;C_{3}\;A_{6}\;G_{3}}. Оцвітина проста, чашечкоподібна, шестироздільна, з розташованими у 2 кола листочками. Тичинок шість. Маточка з трьома короткими стовпчиками і пензликоподібними приймочками. Пензликоподібні приймочки є пристосуванням до запилення вітром.